# Salara
Salara ist eine nordostitalienische Gemeinde (comune) mit 1029 Einwohnern (Stand 31. Dezember 2023) in der Provinz Rovigo in Venetien. Die Gemeinde liegt etwa 30 Kilometer westsüdwestlich von Rovigo am Po in der Polesine und grenzt unmittelbar an die Provinz Mantua (Lombardei).

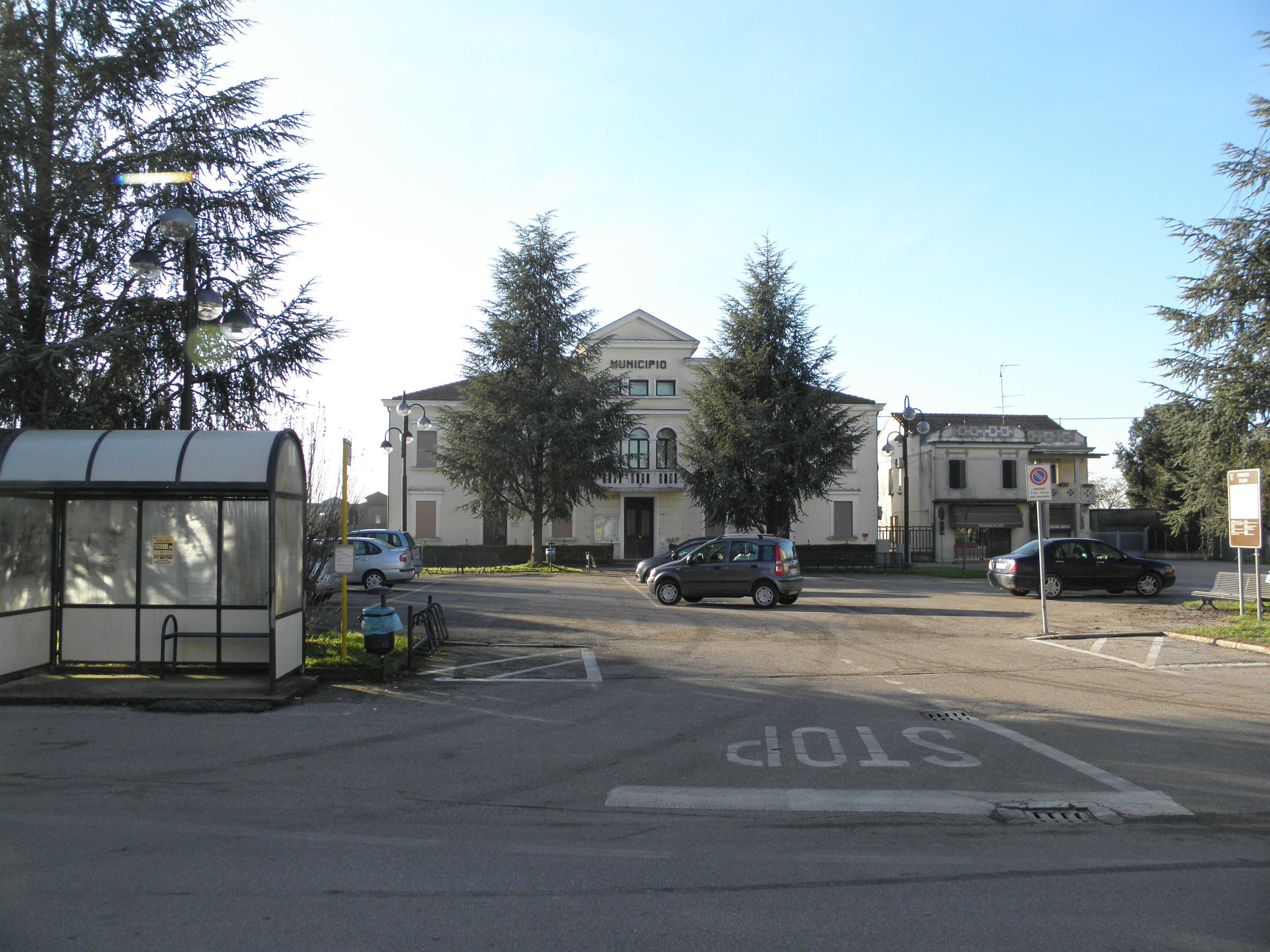
Rathaus an der Piazza dei martiri